# Sössen
Sössen este o comună din landul Saxonia-Anhalt, Germania.